# Yllenus mirandus
Yllenus mirandus är en spindelart som beskrevs av Wesolowska 1996. Yllenus mirandus ingår i släktet Yllenus och familjen hoppspindlar. Inga underarter finns listade i Catalogue of Life.